# Fernand Faroux
Fernand Faroux, né le 13 juillet 1887 aux Lilas et mort le 30 juillet 1918 à Paris, est un footballeur français évoluant au poste d'extérieur droit.

## Carrière
Fernand Faroux, ferblantier dans le civil (il fabrique et vend des objets en fer-blanc), évolue à l'Olympique de Pantin lorsqu'il connaît sa première et unique sélection en équipe de France de football. Il affronte le 17 mars 1912 l'équipe d'Italie de football lors d'un match amical connu en Italie sous le nom de « Désastre Faroppa ». Les Français s'imposent sur le score de quatre buts à trois.
Mobilisé au sein du 2e bataillon de chasseurs à pied, Faroux est réformé en 1915 à la suite d'une fracture de l'humérus droit subie au combat. Il meurt à son domicile parisien quelques semaines avant l'armistice des suites d'une longue et douloureuse maladie.